# تسرو دل
تسرو دل (به صربی: Cerev Del) یک روستا در صربستان است که در پیروت واقع شده‌است. تسرو دل ۳۰ نفر جمعیت دارد.